# Heloderma suspectum
La lucertola perlinata, meglio nota come mostro di Gila (Heloderma suspectum Cope, 1869) è un grosso sauro velenoso della famiglia Helodermatidae, diffuso nel sud-ovest del Nord America.

## Origine del nome
Il nome «mostro di Gila» deriva dal fiume omonimo che attraversa l'Arizona. Il termine "perlinata" fa riferimento alla caratteristica forma degli osteodermi nelle squame presenti su tutto il corpo dell'animale, fatta eccezione per le squame ventrali.

## Descrizione
Questo sauro dal corpo massiccio possiede una coda corta e tozza, in cui può immagazzinare grasso per i periodi di carestia. Presenta inoltre una colorazione aposematica, con colori che vanno dal giallo al rosso alternati al nero. Misura fino a 40–60 cm di lunghezza compresa la coda.

## Biologia
Conduce uno stile di vita fossorio passando oltre il 90% della sua vita sottoterra o nascosto tra le rocce, in una tana che scava o sottrae ad un altro animale. Anche se è essenzialmente notturno, in primavera, uscito dal letargo, non disdegna le uscite diurne. Il mostro di Gila si nutre prevalentemente di piccoli vertebrati, ma mangia anche uova di uccelli e rettili. Stringe le prede fra le mandibole, iniettando il veleno che, per creature di piccole dimensioni, si rivela letale nel giro di pochi minuti. Può vivere oltre 40 anni.

### Riproduzione
L'accoppiamento avviene tra Aprile e Maggio; la femmina depone in media 4-6 uova, raramente 8, che si schiudono dopo circa 5 mesi. Appena usciti dall'uovo, i piccoli misurano circa 16 cm e sono già in grado di iniettare veleno.

### Veleno
Gli elodermi (H. suspectum; H. horridum) sono una delle due specie lucertole in grado di inoculare veleno, il quale, secreto da ghiandole presenti nella mandibola, si riversa in bocca attraverso i denti scanalati sulla parte anteriore della mandibola e penetra nella vittima con il morso. Generalmente non è letale per gli esseri umani, tuttavia può provocare conseguenze a lungo termine per il fisico se non viene curato tempestivamente. Almeno in un caso è stato accertato un incidente mortale in Colorado, Stati Uniti, per cui un uomo, tale Christopher Ward, che era stato morso da un esemplare da lui tenuto illegalmente in cattività, nonostante le cure immediate e somministrazione di un antidoto è morto in ospedale dopo pochi giorni di agonia.

## Distribuzione e habitat

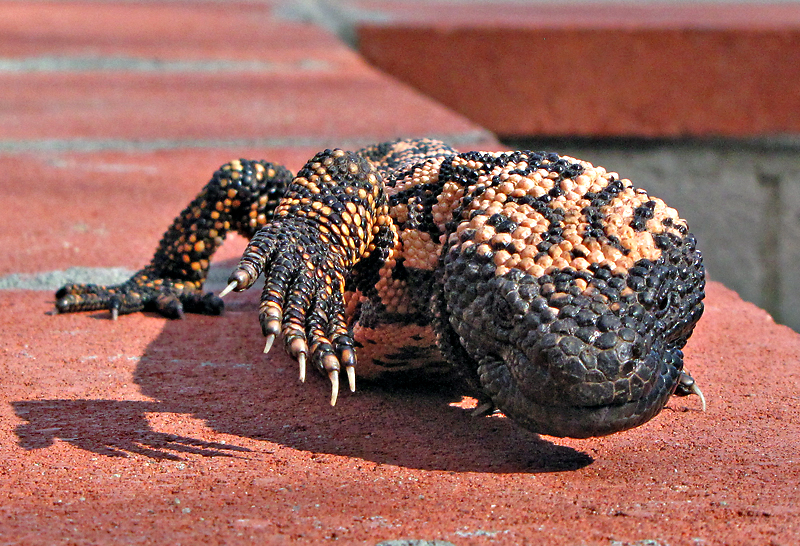
Un mostro di Gila nel Museo del Deserto di Arizona-Sonora

L'areale di questa specie comprende gli Stati Uniti sud-occidentali (California, Nevada, Utah, Arizona, Nuovo Messico) e il Messico nord-occidentale (Sonora). Non si registra la sua presenza in Bassa California.

## Interesse farmacologico

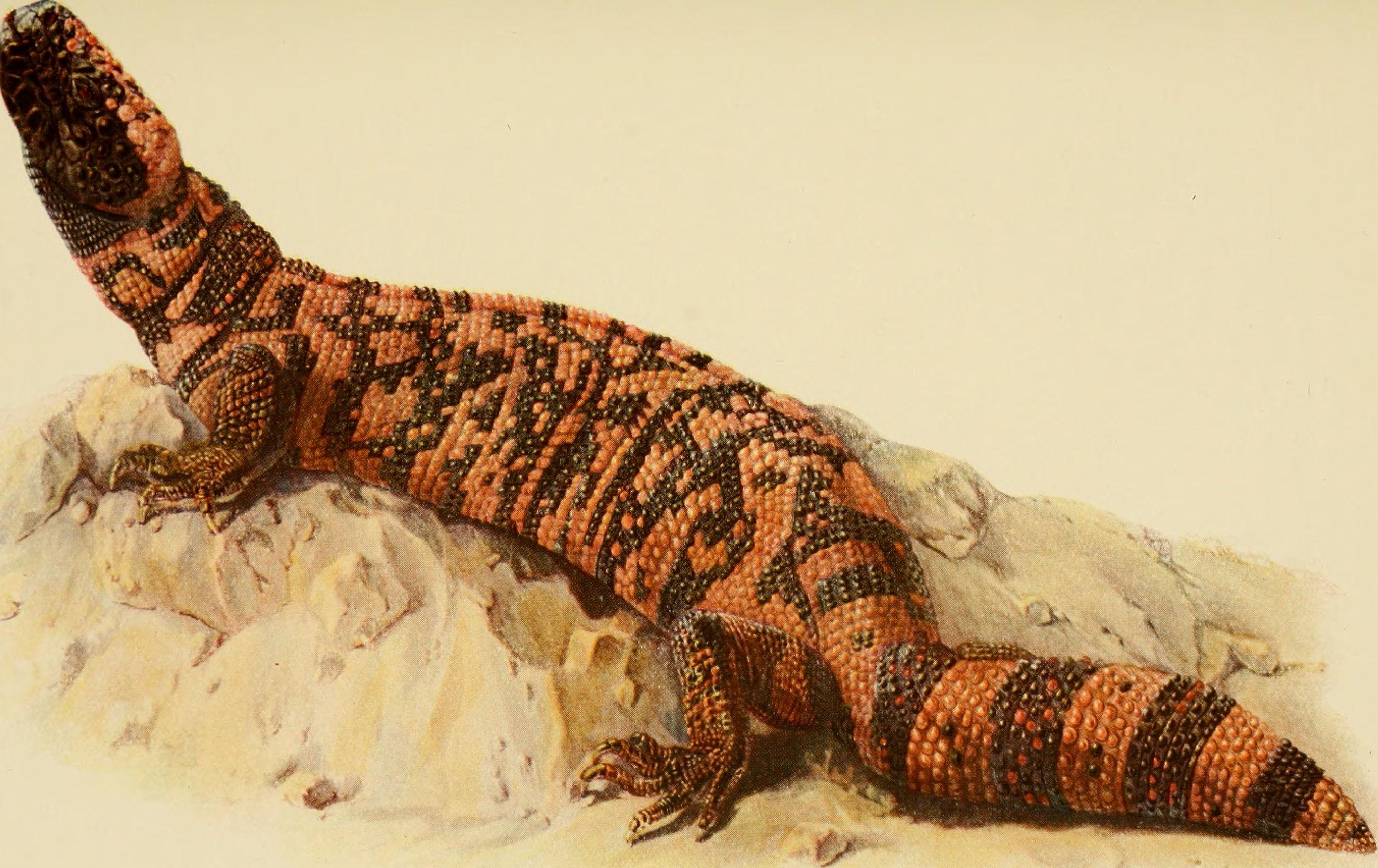
Animaux venimeux et venins, 1922

Nel 2005 la Food and Drug Administration ha approvato un farmaco per il trattamento del diabete di tipo 2, la exenatide, che è la versione sintetica di una proteina derivata dalla saliva dell'eloderma, l'ormone exendin-4. Nel 2008 il farmaco è stato approvato anche in Italia e inserito in fascia A.
Nel gennaio del 2015 i ricercatori della Aarhus University hanno annunciato di aver scoperto nuove proteine nella mappatura del veleno di H. suspectum. Queste proteine potranno essere utilizzate per la preparazione di nuovi farmaci.